# Ubugoe Chainsaw
Ubugoe Chainsaw (産声チェインソー?, Ubugoe cheinsō) è il settimo album della band giapponese The Back Horn, il primo live.

## Tracce
1. Kagi ~overture~ (鍵～overture～) (1*)
2. Tobira (扉) (1*)
3. Unmei Fukuzatsukossetsu (運命複雑骨折) (1*)
4. Cobalt Blue (コバルトブルー) (2*)
5. Kōfukuna Nakigara (幸福な亡骸) (3*)
6. Ame (雨) (4*)
7. Mugen no Kōya (無限の荒野) (4*)
8. Hakaishi Fever (墓石フィーバー) (5*)
9. Headphone Children (ヘッドフォンチルドレン) (6*)
10. Naite Iru Hito (泣いている人) (7*)
11. Namida ga Koboretara (涙がこぼれたら) (4*)
12. Sunny (サニー) (2*)
13. Hikari no Kesshō (光の結晶) (7*)
14. Kizuna song (キズナソング) (3*)

(1*) Live at Fukuoka, Drum Logos

(2*) Live at Sendai, Club Junk Box

(3*) Live at Osaka, Namba-Hatch

(4*) Live at Nagoya, Club Diamond Hall

(5*) Live at Sapporo, Penny Lane24

(6*) Live at Hiroshima, Namiki Junction

(7*) Live at Tokyo, Zepp Tokyo